# Carbanion
Carbanion (carbanion) là một anion mà nguyên tử carbon trong đó có một cặp điện tử không chia. Do đó, để đạt cấu hình 8 điện tử, nguyên tử carbon mang điện tích âm với 3 nhóm thế. carbanion là base liên hợp của acid carbon.
R3C-H + B− → R3C− + H-B
trong đó B là base.

## Acid carbon
Bất kỳ phân tử có liên kết C-H đều có thể mất proton để tạo thành carbanion. Do đó, các hydrocarbon chứa liên kết C-H đều được coi là một acid với giá trị pKa tương ứng.
| cyclopentan                                                                               | ~ 59 |
| methan                                                                                    | ~ 56 |
| anisol                                                                                    | ~ 49 |
| propen                                                                                    | ~ 44 |
| toluen                                                                                    | ~ 43 |
| diphenylmethan                                                                            | 32.3 |
| anilin                                                                                    | 30.6 |
| triphenylmethan                                                                           | 30.6 |
| xanten                                                                                    | 30   |
| ethanol                                                                                   | 29.8 |
| phenylacetylen                                                                            | 28.8 |
| thioxanthene                                                                              | 28.6 |
| aceton                                                                                    | 26.5 |
| benzoxazole                                                                               | 24.4 |
| fluoren                                                                                   | 22.6 |
| inden                                                                                     | 20.1 |
| phenylacetylen                                                                            | 28.8 |
| cyclopentadien                                                                            | 18   |
| acetylaceton                                                                              | 13.3 |
| acid acetic                                                                               | 12.6 |
| malononitril                                                                              | 11.2 |
| acid của meldrum                                                                          | 7.3  |
| Tính acid pKa của các acid carbon trong dung môi DMSO . Các acid thông thường được in đậm |      |